# Лу
 Тази статия е за селото в Италия.  За реката във Франция вижте Лу (река).  
Лу̀ (на италиански: Lu; на пиемонтски: Lü, Лю) е село Северна Италия, община Лу и Кукаро Монферато, провинция Алесандрия, регион Пиемонт. Разположено е на 307 m надморска височина.